# Dianthus leucophaeus
Dianthus leucophaeus är en nejlikväxtart som beskrevs av James Edward Smith. Dianthus leucophaeus ingår i släktet nejlikor, och familjen nejlikväxter. Inga underarter finns listade i Catalogue of Life.